# Andrew Turner
Andrew Turner (Andrew Steven Malcolm „Andy“ Turner; * 19. September 1980 in Chelmsford) ist ein britischer Hürdenläufer, der sich auf die 110-Meter-Strecke spezialisiert hat.
Bei den Olympischen Spielen 2004 in Athen schied er im Vorlauf aus. 2006 gewann er sowohl bei den Commonwealth Games in Melbourne, bei denen er für England startete, wie auch bei den Leichtathletik-Europameisterschaften in Göteborg die Bronzemedaille.
2007 wurde er Vierter über 60 m Hürden bei den Halleneuropameisterschaften in Birmingham und erreichte bei den Weltmeisterschaften in Osaka das Halbfinale. Bei den Olympischen Spielen 2008 in Peking gelangte er ins Viertelfinale. Im Jahr darauf wurde er bei den Halleneuropameisterschaften in Turin erneut Vierter und schied bei den Weltmeisterschaften in Berlin im Vorlauf aus.
2010 gewann er sowohl bei den Europameisterschaften in Barcelona als auch bei den Commonwealth Games in Neu-Delhi die Goldmedaille.
Bei den Weltmeisterschaften in Daegu wurde er nach der Disqualifikation von Dayron Robles Dritter mit einer Zeit von 13,44 s.
Er wurde von Lloyd Cowan trainiert. Andrew Turner startet für die Sale Harriers Manchester. In seiner Jugend spielte er vor seinem Wechsel zur Leichtathletik Fußball im Verein Notts County.

## Persönliche Bestzeiten
- 60 m Hürden (Halle): 6,79 s, 25. Februar 2009, Pireas
- 110 m Hürden: 13,27 s, 29. August 2007, Osaka
- 100 m: 10,32 s, 17. Mai 2009, Manchester
- 200 m: 20,93 s, 16. Juli 2006, Manchester